# Phrygilus alaudinus
Phrygilus alaudinus là một loài chim trong họ Thraupidae.